# مأساة الحياة (فلم)
مأساة الحياة فيلم مصري للمخرج التركي وداد عرفي عام 1929، وهو فيلم صامت قام بكتابة القصة والسيناريو والحوار (يظهر الحوار مكتوباً على الشاشة) المخرج عرفي.

## أحداث الفيلم
تدور أحداث الفيلم حول قصة فتاة لعوب تعمل راقصة، وتسعى لخداع شقيقين لإيقاعهم في غرامها بهدف الحصول على أموالهما.

## طاقم التمثيل
- وداد عرفي: (1900 - 1969) ممثل ومخرج ومؤلف تركي كان حصيلة نشاطه الفني في مصر: تمثيل 6 أفلام - إخراج 6 أفلام - تأليف 3 أفلام. غادر مصر عام 1933 وزاول نشاطه من تركيا.[4][5][6]

- إفرانز هانم: راقصة تركية شهيرة في ذلك الوقت.[7]

بالاشتراك مع: جوسوانسون وعبد الغني البدراوي.

## الفيلم والرقابة والصحافة المصرية
ظهرت الرقابة في مصر قبل دخول السينما بعدة سنوات، فقد صدر أول قانون للرقابة في مصر عام 1881، وكان يختص بالرقابة على المطبوعات، وعندما ظهرت السينما، تمت إضافتها إلى القانون في عام 1904، ثم صدرت لائحة «التياترات» في عام 1911 وهي المختصة بالرقابة على ما يعرض في المسارح والكازينوهات.
كانت تعليمات الرقابة تختص وزارة الداخلية بتنفيذ ما ورد فيها، وتنص على تخصيص أماكن في المسارح لضابط شرطة لمراقبة ما يقدم من عروض.
كانت الرقابة تتعامل مع الأفلام طبقا للقانون، فكانت تتدخل بحذف بعض المشاهد أو تعديلها، إلا أن أول فيلم تم منعه بالكامل من العرض في تاريخ السينما المصرية بناء على طلب الرقابة، كان فيلم «مأساة الحياة» للمخرج وداد عرفي عام 1929.
كان الفنان عبد السلام النابلسي يعمل كناقد فني في صحف ومجلات كثيرة مثل «مصر الجديدة» و«اللطائف المصورة» و«الصباح» وكتب موجهاً نقداً شديداً وأكد أن فيلم «مأساة الحياة» يحتوي على «عيوباً فاضحة يندى لها الجبين خجلاً»، وهذا جعل الرقابة تلتفت إلى الفيلم، وبعدما شاهد مسؤولي قسم السينما في وزارة الداخلية الفيلم، قرروا منعه من العرض في دور السينما أو عرضه على الجمهور، وقالت الوزارة: «إن الفيلم يزخر بالملاهي ومواد الترف، وهو ما استنزف الجزء المهم فيه، مع أن العظة لم تتناول إلا أمتارا قلائل، ولا تترك أثراً كبيراً عند المشاهد يعطيه فكرة سامية عن عاقبة الإثم والاستهتار»، واعتبرت الداخلية أن الفيلم به مشاهد جنسية مخلة.
واجه وداد عرفي  العديد من الانتقادات في أفلامه التي أخرجها أثناء فترة وجوده في مصر، فقد كانت عزيزة أمير قد سمعت عن عرفي الذي عرض عليها إنتاج فيلم بعنوان «نداء الله» كان هو قد كتب قصته، وبالفعل بدأت عزيزة تصوير الفيلم بصحراء الهرم في مارس 1927 وانتهى التصوير بعد شهر تقريباً. وقبل إطلاق الفيلم في دور العرض أقامت عزيزة أمير عرضاً خاصاً للفيلم في دار سينما يونيون، وهالها ما رأته فقد وجدت الفيلم عبارة عن مشاهد مفككة وغير مفهومة، بدأت سلسلة من الخلافات والاتهامات بين عزيزة أمير وعرفي. وأقدمت الفنانة فاطمة رشدي على التخلص من فيلم «تحت سماء مصر» الذي أخرجه عرفي سنة 1928، وأمام هذه الأزمات المتكررة مع المنتجين والرقابة، اضطر وداد عرفي إلى مغادرة مصر والعودة إلى تركيا عام 1932، ليستكمل مشواره هناك.

## وصلات خارجية
- مقالات تستعمل روابط فنية بلا صلة مع ويكي بيانات

https://www.darelhilal.com/News/477312.aspx مأساة الحياة (فلم)
https://www.themoviedb.org/person/2717020-widad-orfa مأساة الحياة (فلم)
https://karohat.com/Title/2ab86e22-91dc-48c4-989a-00993f3c65fc مأساة الحياة (فلم)